# Спіллертаун (Іллінойс)
Спіллертаун (англ. Spillertown) — селище (англ. village) в США, в окрузі Вільямсон штату Іллінойс. Населення — 181 особа (2020).

## Географія
Спіллертаун розташований за координатами 37°45′44″ пн. ш. 88°55′5″ зх. д. / 37.76222° пн. ш. 88.91806° зх. д. (37.762152, -88.917929).  За даними Бюро перепису населення США в 2010 році селище мало площу 0,96 км², з яких 0,93 км² — суходіл та 0,02 км² — водойми.

## Демографія
Згідно з переписом 2010 року, у селищі мешкали 203 особи в 89 домогосподарствах у складі 60 родин. Густота населення становила 212 особи/км².  Було 105 помешкань (110/км²).
Расовий склад населення:
| - 95,1 % — білих - 1,0 % — чорних або афроамериканців |

До двох чи більше рас належало 3,9 %. Частка іспаномовних становила 3,4 % від усіх жителів.
За віковим діапазоном населення розподілялося таким чином: 22,2 % — особи молодші 18 років, 65,5 % — особи у віці 18—64 років, 12,3 % — особи у віці 65 років та старші. Медіана віку мешканця становила 39,3 року. На 100 осіб жіночої статі у селищі припадало 95,2 чоловіків;  на 100 жінок у віці від 18 років та старших — 90,4 чоловіків також старших 18 років.
Середній дохід на одне домашнє господарство  становив 48 345 доларів США (медіана — 35 250), а середній дохід на одну сім'ю — 48 190 доларів (медіана — 39 375). Медіана доходів становила 31 750 доларів для чоловіків та 36 250 доларів для жінок. За межею бідності перебувало 23,7 % осіб, у тому числі 47,5 % дітей у віці до 18 років та 0,0 % осіб у віці 65 років та старших.
Цивільне працевлаштоване населення становило 112 особи. Основні галузі зайнятості: транспорт — 24,1 %, освіта, охорона здоров'я та соціальна допомога — 17,0 %, роздрібна торгівля — 8,0 %, науковці, спеціалісти, менеджери — 8,0 %.